# Montserrat Calleja
Montserrat Calleja Gómez (Orense, 1973) es una física española especializada en Bionanomecánica. Actualmente es investigadora científica del Consejo Superior de Investigaciones Científicas (CSIC) en el Instituto de Microelectrónica de Madrid.

## Trayectoria y carrera
Montserrat Calleja nació en la provincia de Orense en Galicia, España. Obtuvo su grado en física de la universidad de Santiago de Compostela en 1998. Completó su grado de maestría en el año 2000 y en el año 2002 su grado doctoral en la misma universidad. Su tesis doctoral fue en el estudio de oxidaciones locales en superficies de sílica estudiadas mediante el uso de un microscopio de fuerza atómica así como distintas aplicaciones en nanolitografía (tesis:Estudio de la oxidación local de superficies de silicio mediante microscopía de fuerzas y sus aplicaciones a la nanolitografía). Su trabajo doctoral fue bajo la supervisión de Ricardo García en el Instituto de Microelectrónica de Madrid. Obtuvo una posición posdoctoral con una beca de la Marie Curie en la Universidad Técnica de  Dinamarca-MIC donde trabajó en la nanofabricación de sensores basados en cantilevers, bajo la supervisión de Annia Boysen. Dirigió el proyecto NANOFORCELLS, una de las prestigiosas Starting Grant concedida por el Consejo Europeo de Investigación, cuyo objetivo era estudiar las propiedades mecánicas de las células y su relación con el cáncer.  De 2008 al 2012 fue directora del departamento de dispositivos, sensores y biosensores en el MMI del CSIC. Una de sus patentes es sobre un espectrómetro nanomecánico de masa para pesar proteínas individuales de las células. Es cofundadora de la empresa Mecwins, pionera en la comercialización de biosensores nanomecánicos.

## Publicaciones destacadas
- Tamayo, J.; Kosaka, PM; Ruz, JJ; San Paulo, Á; Calleja, M (2013). «Biosensors based on nanomechanical systems». Chemical Society Reviews 43 (3): 1287-1311. PMID 23152052. doi:10.1039/c2cs35293a.

- García, Ricardo; Calleja, Montserrat; Rohrer, Heinrich (1999). «Patterning of silicon surfaces with noncontact atomic force microscopy: Field-induced formation of nanometer-size water bridges». Journal of Applied Physics 86 (4): 1898–1903}. doi:10.1063/1.370985.

- García, Ricardo; Calleja, Montserrat; Perez-Murano, Francesc (1998). «Local oxidation of silicon surfaces by dynamic force microscopy: Nanofabrication and water bridge formation». Applied Physics Letters 72 (18): 2295-2297. doi:10.1063/1.121340.

- Gil-Santos, Eduardo; Ramos, Daniel; Martínez, Javier; Fernández-Regúlez, Marta; García, Ricardo; San Paulo, Álvarez; Calleja, Montserrat; Tamayo, Javier (2010). «Nanomechanical mass sensing and stiffness spectrometry based on two-dimensional vibrations of resonant nanowires». Nature Nanotechnology 5 (9): 641-5. PMID 20693990. doi:10.1038/nnano.2010.151.

- Mertens, Johann; Rogero, Celia; Calleja, Montserrat; Ramos, Daniel; Martín-Gago, José Ángel; Briones, Carlos; Tamayo, Javier (2008). «Label-free detection of DNA hybridization based on hydration-induced tension in nucleic acid films». Nature Nanotechnology 3 (5): 301-7. PMID 18654528. doi:10.1038/nnano.2008.91.

## Premios y reconocimientos
- Premio Mujeres a Seguir 2018.[10]

- En 2018 formó parte de la Selección Quo de ciencia[11]
- Premio Miguel Catalán 2012 para investigadores menores de 40 años.
- Premio Rey Jaime I 2022 en el área de Nuevas Tecnologías.[12]